# 達爾文山脈 (南極洲)
達爾文山脈（英語：Darwin Mountains）是南極洲的山脈，位於達爾文冰川和哈瑟頓冰川之間，由1901至11904年的英國探險隊發現，以英國皇家地理學會的時任秘書命名。
79°51′S 156°15′E / 79.850°S 156.250°E